# Bateria CR2
Bateria CR2 – określenie komercyjnego ogniwa galwanicznego w kształcie walca o średnicy ok. 1,5 cm i o napięciu 3,0 V. Stosowane w aparatach fotograficznych, oświetleniu taktycznym, laserowych modułach celowniczych, celownikach kolimatorowych, noktowizorach i celownikach noktowizyjnych, oraz w dalmierzach laserowych.
Ogniwo ma kształt walca o długości 26,3 do 27,0 mm, średnicy ok. 15,3 mm i wadze od 10,7 do 11,2 g. Od baterii CR123 różnią się mniejszymi wymiarami.
Baterie CR2 charakteryzują się napięciem znamionowym 3,0 V i pojemnością rzędu 750–800 mAh przy rozładowaniu do 2,0 V. Napięcie początkowe dla obwodu otwartego wynosi około 3,2 V.
Są również oznaczane CR-2, DLCR2 (Duracell) lub EL1CR2, ELCR2 (Energizer).
Chemicznie jest to ogniwo litowe Li/MnO2 (anoda: lit; elektrolit organiczny; katoda: dwutlenek manganu w postaci pasty). W trakcie rozładowania dwutlenek manganu (MnO2) jest redukowany (z czwartego do trzeciego stopnia utlenienia), a litowa anoda jest utleniana do kationów litu Li+. Elektrolitem jest nadchloran litu (LiClO4) rozpuszczony w mieszaninie węglanu propylenu i dimetoksyetanu. Podczas reakcji nie są wytwarzane żadne gazy, dzięki czemu nie wzrasta ciśnienie wewnątrz ogniwa, co zmniejsza ryzyko jego dehermetyzacji.
Ogniwa litowe są odporne na temperatury od −55 do +70 °C, i mają bardzo długi – 15-letni okres przydatności do użytku (w temperaturze pokojowej).
Akumulatory RCR-2
Ładowalne ogniwa litowo-jonowe (3,6 V) oznaczane są symbolem 15270 (15 to średnica w mm, 27 to długość, 0 oznacza ogniwo o kształcie walca), ich pojemność wynosi około 800 mAh.